# IC 4012
IC 4012 је елиптична галаксија у сазвјежђу Береникина коса која се налази на листи објеката дубоког неба у Индекс каталогу.
Деклинација објекта је + 28° 4' 42" а ректасцензија 13h 0m 8,1s. Привидна величина (магнитуда) објекта IC 4012 износи 15,0 а фотографска магнитуда 16,0. Налази се на удаљености од 94,383 милиона парсека од Сунца. IC 4012 је још познат и под ознакама CGCG 160-244, DRCG 27-174, PGC 44714.